# Fatumata Dukureh
Fatumata Dukureh, née le 7 mars 1998 à Serrekunda (Gambie), est une footballeuse internationale gambienne évoluant au poste d'attaquante.
Elle a aussi la nationalité américaine.

## Biographie

### Carrière en club
Fatumata Dukureh joue au club d'Abuko United en première ligue gambienne avant de partir aux États-Unis poursuivre ses études universitaires au Bellevue College. Elle rejoint en 2021 le club égyptien du Wadi Degla SC. Elle marque le premier but en phase finale de l'histoire de la Ligue des champions africaine lors de la première édition en 2021.

### Carrière en sélection
Elle est sélectionnée en équipe de Gambie, lorsqu'elle évolue à Abuko United. 